# ازینه (ایتالیا)
ازینه (به ایتالیایی: Esine) یک کومونه در ایتالیا است که در استان برشا واقع شده‌است. ازینه ۳۰ کیلومتر مربع مساحت و ۵٬۳۸۹ نفر جمعیت دارد و ۲۸۶ متر بالاتر از سطح دریا واقع شده‌است.

## خواهرخوانده
شهر چیویتانوا مارکه خواهرخواندهٔ ازینه (ایتالیا) هست.